# يوسف جراد عمر
يوسف جراد عمر (بالإنجليزية: Yusuf Garaad Omar)‏ (و. 1960  م) صحفي صومالي مخضرم شغل منصب رئيس القسم الصومالي في هيئة الإذاعة البريطانية بي بي سي، كما شغل منصب وزير الشؤون الخارجية في الفترة ما بين 2017 و2018.

## النشأة والتعليم
ولد يوسف جراد عمر أحمد في مدينة بولوبرتي في إقليم هيران عام 1962م، ونشأ في مدينة متبان في الإقليم نفسه ودرس فيها التعليم الأساسي، ودرس الثانوية في العاصمة الصومالية مقديشو، ودرس في المدرسة الأمريكية في جوهر، تخرج يوسف جراد من الجامعة الوطنية قسم اللغات الأجنبية حيث تخصص في اللغات الإنجليزية والفرنسية.

## المسيرة المهنية
بدأ حياته المهنية مدرسا في مدرسة تابعة للسفارة الفرنسية في مقديشو، وكان يعمل لدى اللجنة الدولية للصليب الأحمر (ICRC)، ثم انضم جراد إلى إذاعة مقديشو عام 1984م، وكان مخرجا لبرنامج (الصحافة الدولية) الذي كان مقدما لها.
بعد الحرب الأهلية غادر جراد إلى إيطاليا حيث عمل مع إذاعة (راي) في قسمها الصومالي، ومراسلا للبي بي سي الصومالية في روما، ثم انضم إلى البي بي سي الصومالية في عام 1991م، وحصل على الماجستير في الفنون تركز على الشؤون الدولية في جامعة تافتس في بوستون بالولايات المتحدة الأمريكية.
في أواخر عام 1999م عين يوسف جراد رئيسا للقسم الصومالي لهيئة الإذاعة البريطانية (BBC)، وقد أحدث تغييرات جذرية في الإذاعة حيث أحال عددا من الصحفيين المشهورين إلى التقاعد، وجلب صحفيين جدد، أمثال آمنة وهليه وعبد الرحمن كرونتو وغيرهما، ثم غادر الإذاعة صحفيون كبار أمثال أحمد عوكي وعبد السلام هرري.
في عام 2012 استقال يوسف جراد من منصبه، للترشح لرئاسة الصومال.
في عام 2013 شغل منصب مستشار رئيس الصومال. كما تم تكليفه بعدد من المهام الرئيسية بما في ذلك المفاوضات مع إدارة أرض الصومال بهدف الحفاظ على وحدة أراضي الصومال.

## وزارة الخارجية
في 21 مارس 2017 عين رئيس الوزراء الصومالي حسن علي خيري يوسف جراد عمر وزيرا للخارجية خلفا للوزير عبد السلام حاج عمر وأدى اليمين الدستورية في 29 مارس 2017.
لم يكمل يوسف جراد عاما في الوزارة، إلا أن فترة شغله المنصب أحرز تقدما في العديد من الملفات الخارجية
في 4 يناير عام 2018 عزل رئيس الوزراء الصومالي حسن علي خيري يوسف جراد من منصبه وعين أحمد عيسى عوض خلفا له.